# Hedgefond
En hedgefond (värdepappersfond) är en fond som kan ta både korta och långa positioner på värdepappersmarknaden.
Gemensamt för hedgefonder är att de oftast har friare regler för sina placeringar än exempelvis aktiefonder. Hedgefondförvaltare är inte begränsade i sina val av förvaltningsstrategier och inte heller begränsade i vilka marknader eller tillgångar de vill investera eller spekulera i. De kan använda sig av såväl mer långsiktiga investeringsstrategier som mer kortsiktiga tradingstrategier, och ta höga såväl som låga risker i sin förvaltning. De kan använda belåning, blankning och placeringar i olika typer av derivat för att generera avkastning. Något som också särskiljer hedgefonder från mer standardiserade och reglerade fonder är att avkastningen huvudsakligen drivs av förvaltarens skicklighet snarare än av marknadens utveckling.
Namnet antyder att fonderna är baserade på hedging, men trots att affärsidén ofta bygger på att fonden alltid ska ge positiv avkastning oavsett hur det går på börsen, så är det i praktiken fullt möjligt att fonden går med förlust och att en investerare kan förlora hela sitt investerade kapital.
Vanligt för hedgefonder är att de syftar till uthållig absolut avkastning, dvs en avkastning som inte är helt beroende av hur börsen går, istället för att överträffa ett jämförelseindex.
De är vanligt att hedgefondförvaltare tar ut en prestationsbaserad avgift utöver en fast förvaltningsavgift. En vanlig ersättningsmodell är att den prestationsbaserade avgiften utgör 20 % av den avkastning som överstiger ett referensindex, som ofta utgörs av en statsskuldsväxelränta. Vissa hedgefonder använder så kallad high-watermark, vilket innebär att fonden, efter att ha fallit i värde, inte tar ut någon prestationsbaserad avgift innan värdet överstiger det tidigare högsta värdet. Syftet med den prestationsbaserade avgiften är att hedgefondförvaltaren ska dela samma mål som den som investerar i fonden. För att visa sina kunder att förvaltaren har samma mål som kunden är det vanligt att hedgefondförvaltare är stora investerare i den fond de själva förvaltar.
En under 1990-talet vanlig uppfattning om hedgefonder var att sådana tar hög risk och bör undvikas av gemene man. Det hade bland annat sin grund i att hedgefonden LTCM (Long-Term Capital Management) förlorade 4,6 miljarder dollar och gick i konkurs 1998. Idag skiljer sig uppfattningen från den dåvarande - det finns hedgefonder som tar hög risk men det är mer vanligt förekommande att de uppvisar lägre risk än aktiefonder.
Hedgefonder har drabbats av många skandaler där investerare i hedgefonder har förlorat hela eller stora delar av sitt investerade kapital. De mindre begränsande reglerna för hedgefonder ökar möjligheterna att ta stora risker. Skandalerna har dock inte varit begränsade till att hedgefondförvaltare har tagit hög risk, utan ofta har det i efterhand framkommit att förvaltaren förfarit bedrägligt, något som underlättas av de friare reglerna.
Fondrådgivare framhåller alltid att för hedgefonder gäller detsamma som för alla fonder, att historisk avkastning inte är någon garanti för framtida avkastning. Även om fondrådgivare ibland instämmer i att det är större sannolikhet för att en hedgefondförvaltare kan motivera höga avgifter än en mer begränsad fondförvaltare, så menar vissa att hedgefondstrategier är så pass komplexa at de som inte äger specialkunskaper gör bäst i att undvika att investera i dem.